# Regimes von Malinvaud
Die Regimes von Malinvaud, nach Edmond Malinvaud, auch bekannt als Regimes der wirtschaftlichen Situationen, beschreiben die Zusammenhänge zwischen einem Gütermarkt, einem Arbeitsmarkt und einem sich im Gleichgewicht befindlichen Geldmarkt. Dabei werden Löhne in Relation zu den Preisen und die sich daraus ergebenden Nachfragen und Angebote auf dem Güter- und dem Arbeitsmarkt betrachtet.

## Erläuterungen

Regimes von Malinvaud

- w – Preisgleichgewicht (walras'sches Gleichgewicht)
- K – Keynesianische Unterbeschäftigung
- C – Klassische Unterbeschäftigung
- U – Unterkonsumtion
- R – Unterdrückte Inflation
- GGL – Die Gleichgewichtslinie des Gütermarktes, auch bekannt als Linie des Gütermarktgleichgewichts, gibt alle Kombinationen von Lohn w und Preis p an, bei denen die Haushalte gerade so viele Güter (Output) nachfragen wie die Unternehmen produzieren (anbieten).
- AGL – Die Gleichgewichtslinie des Arbeitsmarktes, auch bekannt als Linie des Arbeitsmarktgleichgewichts, gibt alle Kombinationen von Lohn w und Preis p an, bei denen die Haushalte gerade so viel Arbeitskraft anbieten wie die Unternehmen brauchen, um den Vollbeschäftigungsoutput zu erzeugen.

### Keynesianische Unterbeschäftigung
Unternehmen und Haushalte sind als Anbieter auf dem Gütermarkt bzw. auf dem Arbeitsmarkt beschränkt. Keiner der beiden kann seine anfängliche Nachfrage realisieren.

### Klassische Unterbeschäftigung
Die Haushalte sind sowohl auf dem Gütermarkt als Güternachfrager wie auch auf dem Arbeitsmarkt als Arbeitsanbieter beschränkt. Weiter kennzeichnet sich diese wirtschaftliche Situation dadurch aus, dass Unternehmen auf Grund der hohen Löhne weniger produzieren als die Haushalte anfänglich nachfragten.

### Unterkonsumtion
Selten auftretende Situation, bei der Unternehmen auf beiden Märkten beschränkt sind.

### Unterdrückte Inflation
Auf beiden Märkten herrscht eine Überschussnachfrage, deshalb kommt es oft zu einer Lohn-Preis-Spirale nach oben.

## Mathematische Grundlagen
Nl := Nachfrage auf dem Arbeitsmarkt
Al := Angebot auf dem Arbeitsmarkt
Nx := Nachfrage auf dem Gütermarkt
Ax := Angebot auf dem Gütermarkt
- AGL := Nl = Al Auf dem Arbeitsmarkt entspricht die Nachfrage dem Angebot.

```
w = c·y·a·z
(a – 1)
```

- GGL := Nx = Ax Auf dem Gütermarkt entspricht die Nachfrage dem Angebot.

```
w = (p·y/(c·z)) – C
a
```

- U – Unterkonsumtion
  - Nx < Ax
  - Nl > Al

- C – Klassische Unterbeschäftigung
  - Nx > Ax
  - Nl < Al

- R – Unterdrückte Inflation
  - Nx > Ax
  - Nl > Al

- K – Keynesianische Unterbeschäftigung
  - Nx < Ax
  - Nl < Al